# 1958年5月法国政变

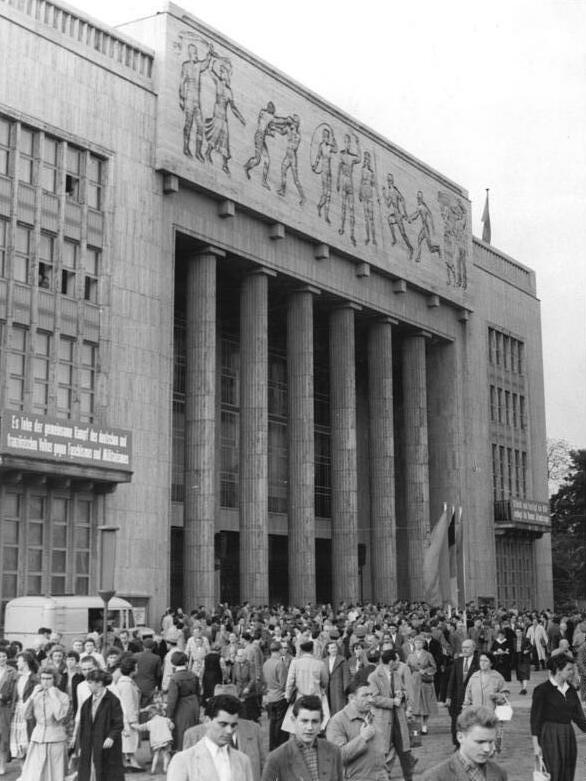
共产党人在东柏林卡尔·马克思大街的德意志竞技场举行“团结法国人民，抵抗法西斯”的集会

1958年5月法国政变（也称为阿尔及尔政变或5月13日政变）是阿尔及利亚独立战争期间法国发生的政变，导致法兰西第四共和国倒台，夏尔·戴高乐领导的法兰西第五共和国成立。
此次政变源于1958年5月13日于阿尔及尔的起义，随后演变为由阿尔及尔下院、退役空降兵军官皮埃尔·拉加亚尔德（Pierre Lagaillarde）、将官拉乌尔·萨朗（Raoul Salan）、埃德蒙·茹奥（Edmond Jouhaud）、让·格拉西厄（Jean Gracieux）、雅克·马絮和地中海舰队司令费利普·奥布瓦诺（Philippe Auboyneau）发动的军事政变，并得到前阿尔及利亚将军雅克·苏斯戴尔（Jacques Soustelle）及其同党的支持。
政变的目标是推翻皮埃尔·弗林姆兰的政府，并代之以偏向法属阿尔及利亚右翼势力的政府。

## 背景
第四共和国成立后政局一直动荡，党争不断，法国的海外省法属阿尔及利亚安全形势堪忧，使得法军和欧洲裔阿尔及利亚人渐生不满。高级军官认为他们得不到政府有力的支持，因此无法顺利结束战争。他们更担心政府会像1954年奠边府战役后一样从阿尔及利亚撤军。因此，他们希望由右派的戴高乐掌权，扭转形势。

## 政变
苏斯戴尔在海外任职期满后，回到法国并组织支持戴高乐上台的力量。到1958年初，他已经将部分本土和殖民地的军官以及同情戴高乐的人士组织起来作为政变力量。1958年5月13日，右翼势力在阿尔及尔夺权，要求戴高乐上台。马絮成为政变领袖之一。萨朗将军则接管民政，并向总统勒内·科蒂施压，要求他任命戴高乐为总理，并下大力气防止阿尔及利亚独立。萨朗在广播中称，军队是“为了法属阿尔及利亚的命运，暂时接管政权”。在马絮的要求下，萨朗于5月15日在阿尔及尔政府大楼上喊出“戴高乐万岁！（Vive de Gaulle!）”的口号。戴高乐两天之后回应称他已准备好接管国家权力。许多人担心这是对军队的支持:373–416。
在5月19日的记者发布会上，戴高乐重申他是应国家要求而执政。当一位记者向他提问，表示担心他会侵害公民自由时，戴高乐回答说：
我何曾做过？相反，当公民自由消失时，是我重新找回了它们。我都67岁了，谁还发自内心地认为我要开始当一个独裁者？
5月24日，法军空降兵由阿尔及利亚出发，登陆科西嘉岛，不流血占领全岛。接着，在阿尔及利亚的政变人士准备发动一次军事行动，意图动用伞兵和驻扎在朗布依埃的装甲部队占领巴黎，解散政府。他们商定，若是议会不同意让戴高乐执政，或是戴高乐本人要求军队支持，或是法国共产党企图借机在法国掌权，他们就会出动军队，甚至已經制定了名為復活行動的軍事計劃，準備以武力直接接管巴黎，迫使政府將權力移交給戴高樂將軍。
大多数政治人物均支持戴高乐执政，但亦有例外，包括弗朗索瓦·密特朗、皮埃尔·孟戴斯-法兰西、阿兰·萨瓦里（Alain Savary）和法国共产党。萨特亦表示“我还不如支持上帝呢”，因他认为上帝比戴高乐谦逊。后来，与其所在政党论调相反的孟戴斯-法兰西和萨瓦里共同创立了社会主义自治党（Parti socialiste autonome），即后来的统一社会主义者党（Parti socialiste unifié）。

## 戴高乐执政
5月29日，总统科蒂向议会表示，因为国家处于内战边缘，他将向戴高乐移交权力。 戴高乐则接受了科蒂的提议：新宪法需要加强总统的权力，戴高乐将就任第一任总统，任期七年。另一个条件是，戴高乐将在六个月内可宣布紧急状态。
戴高乐的新内阁提名于1958年6月1日在国民议会以329票对224票获得通过，且他将有六个月时间起草宪法。

## 新宪法
戴高乐认为第四共和国的宪法使得第四共和国软弱无力，故他亲自起草宪法大纲，实际由米歇尔·德勃雷执笔。这部宪法严格遵循戴高乐于1946年的演讲内容，总统有统领内阁的责任，在紧急状态下可以扩张权力，且议会应采用两院制。
大部分政治家支持戴高乐的新宪法，然而一开始就不支持戴高乐的密特朗却在1964年公开指责新宪法是“永久政变”。 1958年9月28日，法国就新宪法举办全民公投，79.2%的选民赞成。殖民地则可选择立刻独立或接受新宪法并留在法国。除了几内亚之外的殖民地全部选择接受新宪法，而法兰西联邦也转型为法兰西共同体。阿尔及利亚因法律上并非殖民地而是海外省，不能参与投票；几内亚独立后则失去了来自法国的一切援助。:407
戴高乐以间接选举的方式在1958年12月21日当选法国总统，1959年1月8日就职。

## 更多资料
- Alexander, Martin S. and John FV Keiger, eds. France and the Algerian War, 1954-1962: Strategy, Operations and Diplomacy (Routledge, 2013)
- Fenby, Jonathan. The General: Charles de Gaulle and the France He Saved (2010)
- Jackson, Julian. De Gaulle (2005) pp 70–79
- Sowerwine, Charles. France since 1870: Culture, Society and the Making of the Republic (2009) ch 21